# Justo Abaunza
Justo Abaunza y Muñoz de Avilés foi um político da Nicarágua, e foi o 25º e o 27º Presidente (depois chamado de Directos Supremo) da Nicarágua de 1 de April até 5 de Maio de 1851 (como temporário) e depois de 4 de Agosto até 11 de Novembro de 1851 (como activo).
De acordo com uma fonte, Abaunza nasceu antes de 1778 e morreu depois de 1872.
Ele era parente de Enrique Bolaños, 82º Presidente da Nicarágua, assim como os pais da sua esposa Lila T. Abaunza, Primeira-Dama da Nicarágua.